# Paramaretia peloria
Paramaretia peloria is een zee-egel uit de familie Eurypatagidae.
De wetenschappelijke naam van de soort werd in 1916 gepubliceerd door Hubert Lyman Clark.